# Система Давдинґа

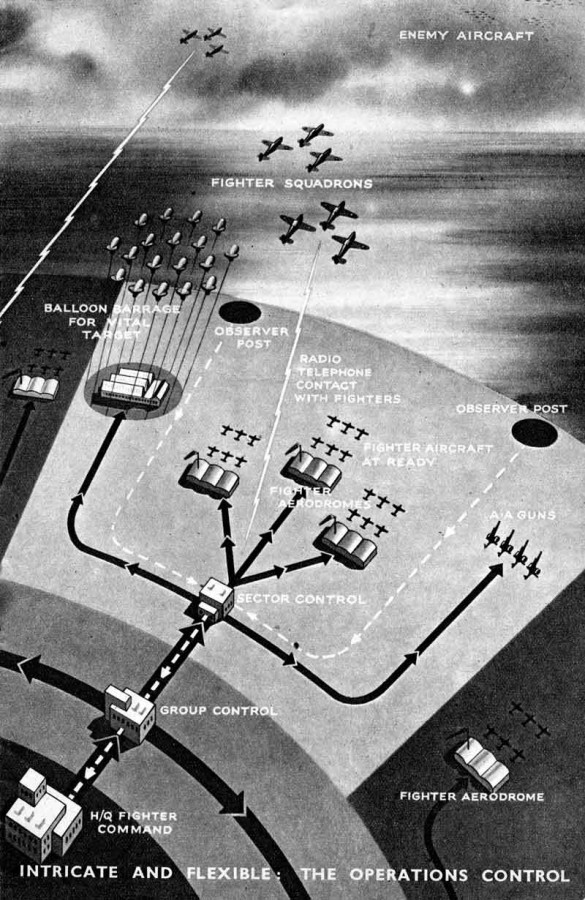
Ілюстрація зображає доповідний ланцюжок для певного сектору. Рапорти спостерігачів надходили через керуючих сектором в FCHQ. Ілюстрація не позначає радарні установки через їх секретність на момент публікації. Відтак дані йдуть з FCHQ в групу, між групами, на сектор і далі ― до бойових одиниць

Система Давдинґа (англ. Dowding system) ― одна з перших в світі обширних наземних мереж перехоплення, що контролювала повітряний простір Великої Британії від Шотландії до південного узбережжя Англії. Система використовувала розгалужену виділену наземну телефонну мережу для швидкого збору інформації від радарних станцій Чейн Гоум (Chain Home) та Корпусу Королівських спостерігачів (Royal Observer Corps ROC) для формування єдиної картини повітряного простору ВБ та цілевказання для авіації перехоплення та артилерії ППО. Систему було збудовано Королівськими ВПС якраз перед СВ ІІ, де вона підтвердила свою ефективність під час битви за Британію.
Систему Давдинґа (СД) запровадили після випробувань, які засвідчили наявність проблем передачі інформації бойовим одиницям до того, як вона застарівала. Головний маршал повітряних сил Г'ю Давдинґ (Hugh Dowding HD), керівник Командування винищувачів КВПС вирішив проблему засобом використання ієрархії доповідних ланцюжків. Дані пересилали в штаб-квартиру командування (Fighter Command Headquarters FCHQ), а саме в фільтрувальний центр Bentley Priory, на основі які готували карту відповідного поля бою. Особливості карти відтак передавали штаб-квартиру Груп і Секторів (Group and Sector headquarters), де оператори моделювали карту в масштабі відповідно до їх зони відповідальності. Вивчаючи карти, командуючі могли приймати швидкі рішення по застосуванню сил без зайвої метушні.
СД вважають ключовим чинником перемоги RAF проти Luftwaffe під час Битви за Британію. Поєднання раннього виявлення та швидкого поширення даних послужило каталізатором (force multiplier), суттєво примножуючи ефективність бойових одиниць. У передвоєнний період показники ефективності у 30-50 % вважалися відмінними; іншими словами, більше половини бойових вильотів противника не отримає гідної відсічі. Під час Битви ці показники наближались до 90 %, а кілька рейдів ― навіть 100 %. За відсутності цілевказання винищувачі Люфтваффе мали обмаль інформації про розташування машин RAF, і часто поверталися на базу без бойового контакту. Навіть при зіткненні винищувачі RAF переважно завжди знаходились у вигіднішій позиції.
Більшість репортажів про Битву за Британію згадували про роль радарної системи, однак підкреслювали, що взаємодія з СД зробила остатню справді ефективною. Ця обставина не оминула й Вінстона Черчилля, що зауважив наступне:
Вся перевага Hurricanes та Spitfires була б безхребетною без цієї системи, що була спроектована та збудована до війни. Її постійно формували та удосконалювали під час бойових дій, внаслідок чого отримано високоефективний інструмент війни, подібного якому поки ніде в світі немає.

## Розробка

### Попередниця
Для протистояння авіанальотам на Лондон під час СВ І Едвард Ешмор (Edward Ashmore) спорудив систему під назвою Лондонська зона ППО (London Air Defence Area LADA). Він встановив три кола оборонних засобів довкола міста: прожекторів та засобів ППО ― у зовнішньому колі, винищувачі ― у середньому, а у внутрішньому колі розташували зенітні батареї. Ешмор обладнав велику настільну карту спостережень в Horse Guards в Лондоні. Дані від спостерігачів передавали в центральну залу, де засобом дерев'яних фігур на карті позначали розташування літаків та іншу інформацію. Оператори карти поширювали дані на 25 окружних центрів контролю, де було відтворено відповідні сектори, і звідки інформацію передавали безпосередньо місцевим бойовим одиницям.
Після закінчення СВ І керування LADA здійснював департамент Військового Кабінету (War Office), що мав назву Протиповітряна оборона Великої Британії (Air Defence of Great Britain ADGB). ADGB відповідала за оборону всіх британських островів протягом 1920-30 рр.
Системі бракувало раннього виявлення, що ставало вкрай необхідним в світлі розвитку авіації. Проводились досліди з акустичними дзеркалами та схожими пристроями, однак робота їх була незадовільна ― з глибиною виявлення лише 8 км за ідеальних погодних умов. За відсутності інших засобів, в грудні 1934 р. Міністерство Авіації ВБ запланувало будівництво засобів звукового виявлення (sound detection devices) довкола Лондона як невід'ємну частину Плану Естуарія Темзи (Thames Estuary plan).

### RDF

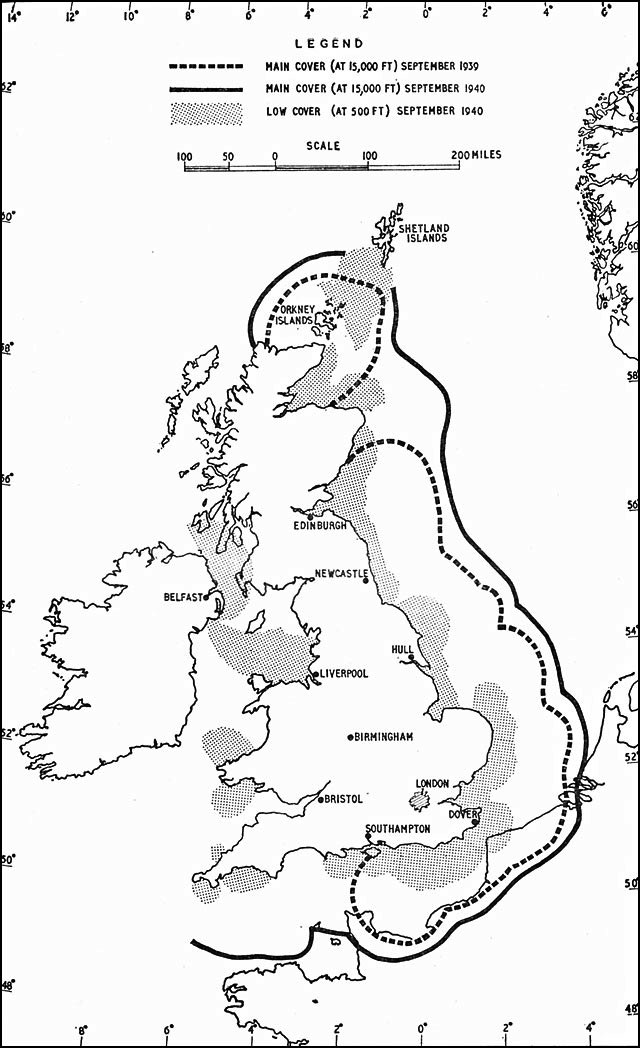
Покриття Чейн Гоум (1939—1940) поширювалось на весь Ла-Манш і частину Франції.

Комісія наукових досліджень ППО (Committee for the Scientific Survey of Air Defence CSSAD) зосередилась на вирішення проблеми виявлення бомбардувальників. Обґрунтування було представлене в лютому члену Ради RAF з питань забезпечення та наукових досліджень (Air Member for Supply and Research) Г'ю Даудинґу. Він був вражений концепцією, однак затребував практичного підтвердження. 26 лютого 1935 р. було проведено експеримент Дейвентрі (Daventry Experiment), котрий чітко відобразив присутність повітряного судна неподалік. Даудинґ негайно виділив кошти для розробки. На літо 1935 система під кодовою назвою «RDF» була здатна виявляти цілі розміру бомбардувальника на відстані 97 км. Було заплановано збудувати ланцюг RDF-станцій з проміжками у 40 км уздовж узбережжя ВБ в систему Чейн Гоум (Chain Home CH).
27 липня голова CSSAD Генрі Тізард (Henry Tizard) запропонував провести серію експериментів з перехоплення винищувачів, з розрахунку на 15 хв попередження, що має надійти від системи. Семимісячні випробування почалися влітку 1936 р. в Біґґін Гил. Винищувачі Gloster Gauntlet перехопили віртуальний борт, комерційні авіалайнери, а також легкі бомбери Bristol Blenheim.
Після проведених випробувань на кінець 1936 р. показники ефективності досягали 90 % за умови відомої висоти та її незмінності. Якщо бомбер міняв висоту чи винищувачі летіли нижче від останніх в маневрі для атаки, ефективність падала до 60 %.

### Дитячі хвороби

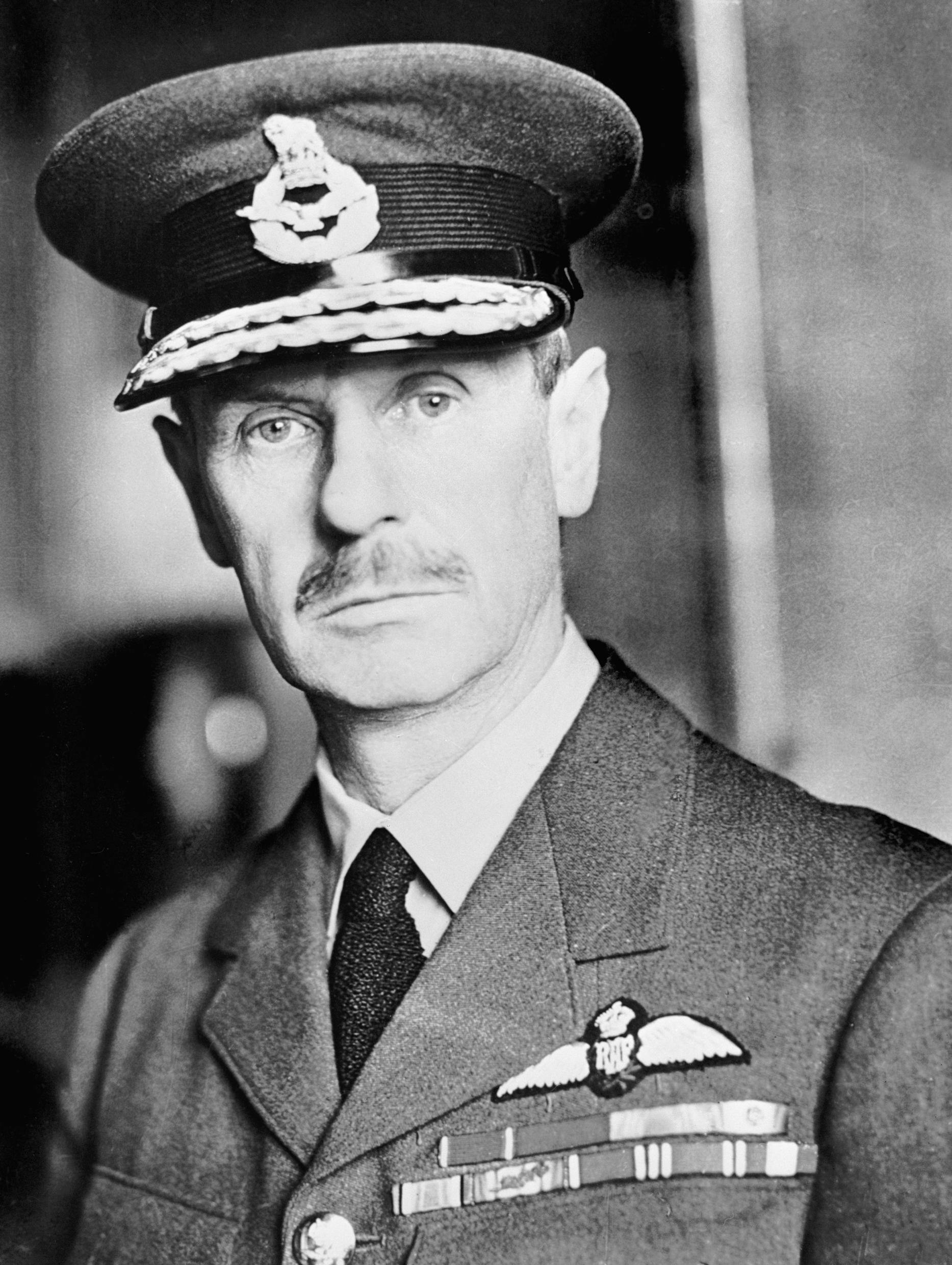
Підтримка HD концепції радарної системи співпадала з розумінням того, що остання сама по собі без додаткових засобів не є панацеєю

Незважаючи на швидкий розвиток, RDF мала проблеми. Одного разу HD слідкував за екраном тестової системи і не виявив жодних індикацій, в то час, як літаки пролетіли просто в нього над головою, що засвідчило повну неефективність системи. Ці вади було подолано, і в квітні 1937 р. випробування прототипу радара в Bawdsey. Це й же зразок дозволив заміряти висоту борта в рамках 2000 футів.
Для збільшення часового інтервалу попередження, системи будували якомога ближче до узбережння з виходом до моря. Але це й означало, що борти перестають отримувати дані про свої ж літаки чи противника щойно ті подолали межу узбережжя. З цією метою HD розраховував на існуючий Корпус Спостережників (Observer Corps OC), успадкований від ADGB.
З використанням різного обладнання покази CH та OC часом суперечили одні одному, а обсяг інформації, котру ті надавали, був просто невичерпний. Додатковою халепою була нездатність розрізняти борти за критерієм «свій-чужий». На великій висоті спостерігачі ОС, озброєні біноклями, жодним чином не міг відрізнити свій літак від чужого.
Для вирішення проблеми вирізнення бортів HD наполіг на поставці високочастотних пеленгаторів (high-frequency direction finding «huff-duff»), що могли виявляти винищувачі за допомогою встановленого на них радіопередавача. В подальшому це привело до розробки системи pip-squeak, що набула поширння на початку 1940 р., а пізніше ― й системи «Свій-чужий» (IFF), що були введені у вжиток у певній кількості станом на жовтень 1940 р. Це вирішило питання, однак тепер постали три джерела даних: RDF, OC та «huff-duff», жоден з яких не надавав цілісної картини повітряного простору.

## Опис

### Фільтрація

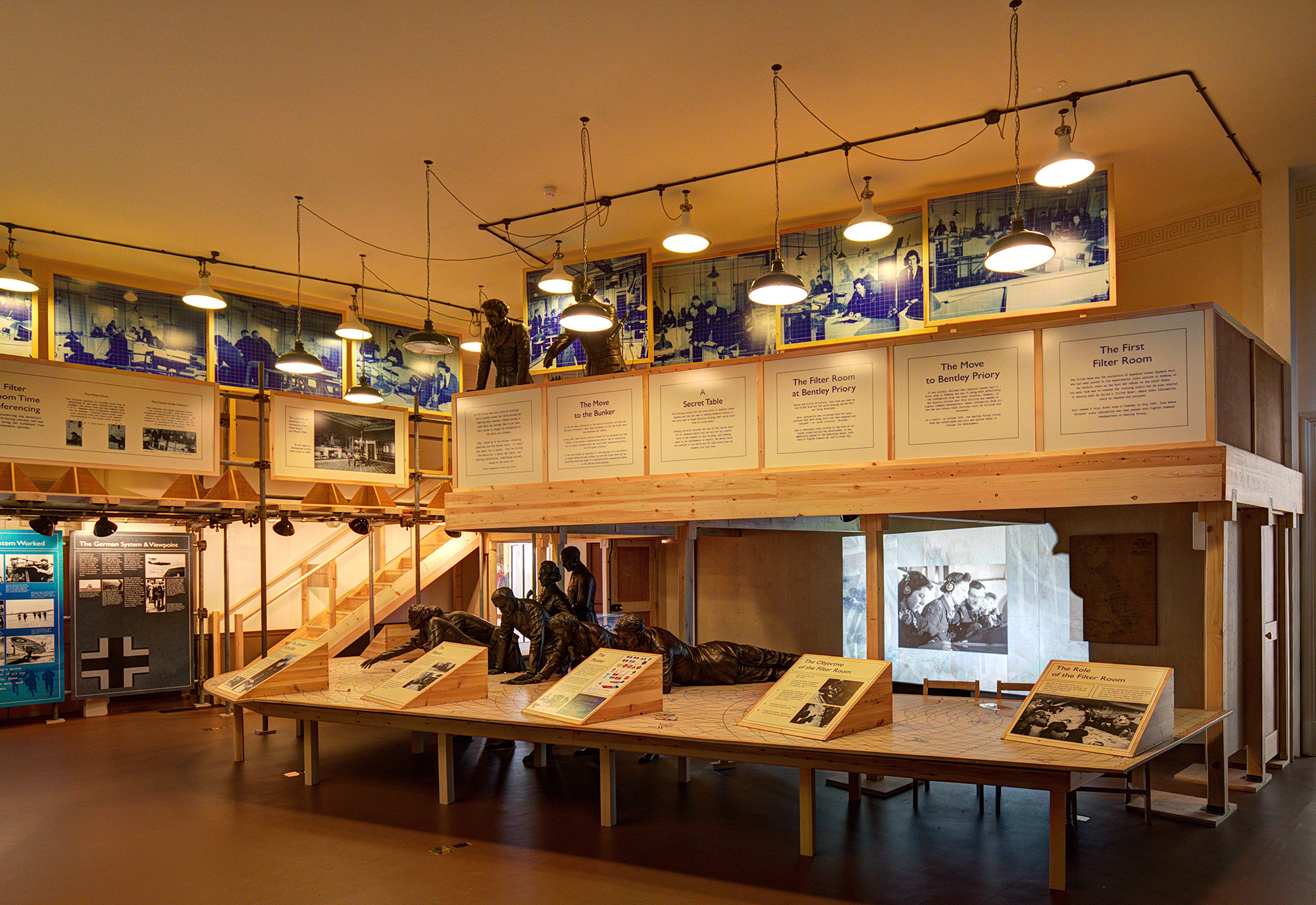
Стенд в музеї про залу фільтрування в Bentley Priory

Перші зміни, запропоновані HD, були пов'язані із запровадженням Фільтраційної зали (filter room) в FCHQ, куди приходили всі доповіді від Чейн-Гоум (CH).
Станції CH переводили заміри кутів та відстаней у позицію на Таблиці національного опису озброєння (Ordnance Survey National Grid). Телефонний оператор, або доповідач, переказував цю позицію до Фільтраційної зали, де показчик (plotter) ставив невеликі кольорові вказівники на відповідне місце на карті всієї Великої Британії. Кольори визначені Корпусом спостерігачів і означали час доповіді. Швидкість докладів спричиняло нагромадження вказівників на карті, що врешті породжувало гармидер під час великих операцій.
Наглядачі в процесі роботи вказівників намагалися сгрупувати «вказівники», коли були підстави розглядати в них формацію літаків. Серед споріднених таким чином вказівників ставився дерев'яний блок з прапорцями. Цифри і літери на прапорцях позначали типи літаків, номер і висоту, а також номер відстеження (track number). Блок періодично пересували та актуалізуали по мірі внесення нових даних. Для позначення руху на карту ставили стрілки. Після запуску ціла мережа використовувала єдині номери відстеження: від операторів радарів ― до пілотів, що їх перехоплювали.
Довкола та над картою працювали інші доповідачі, які контролювали коректність передачі інформації. Вони перевіряли номери відстеження, нанесених більшим шрифтом на блоках. Іноді доводилось використовувати театральні біноклі.

### Доповідна ієрархія

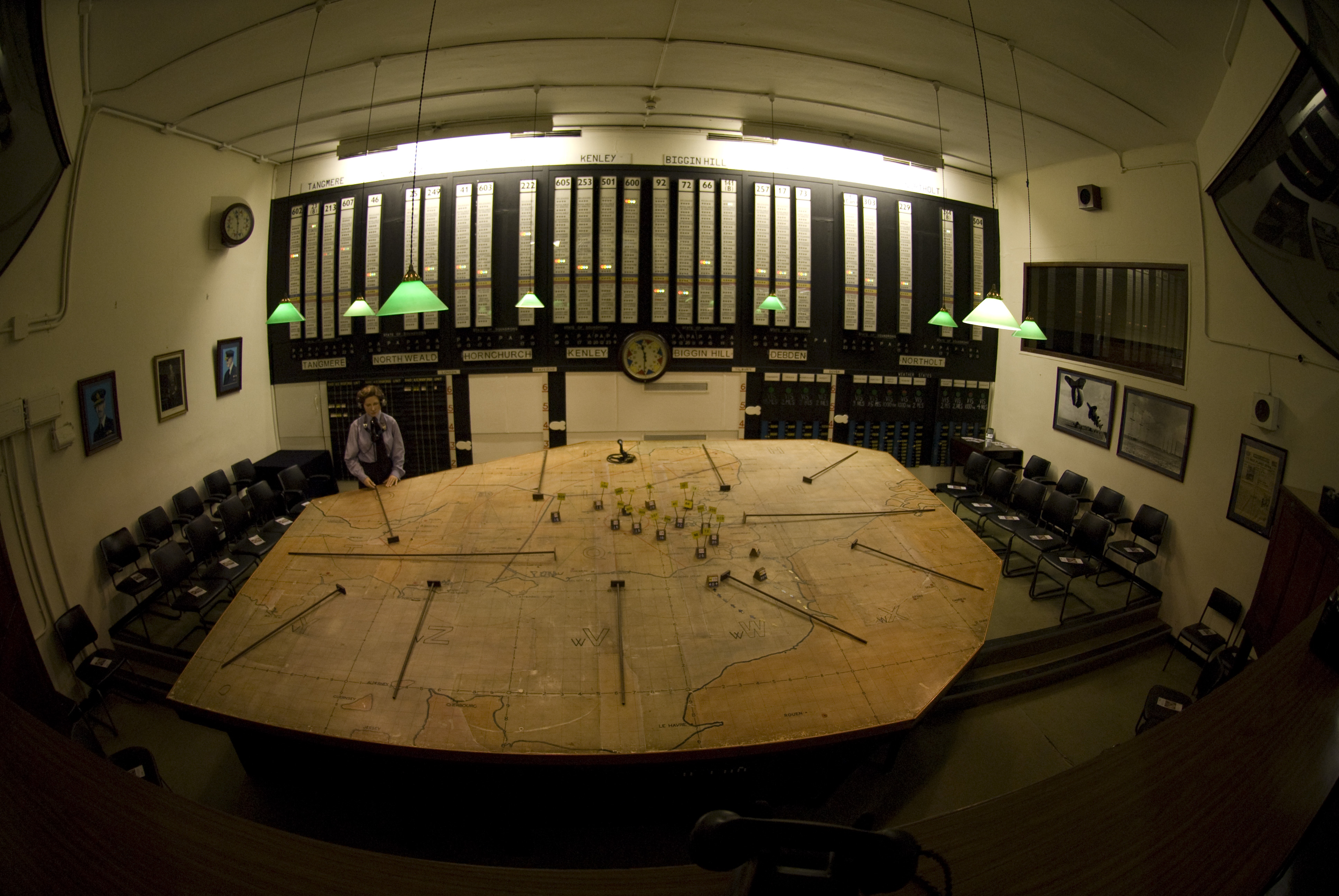
Операційна зала 11 Групи зараз відома як Бункер битви За Британію. На операційній карті-столі ― численні вказівники. Секторний годинник на стіні позаду карти-стола вміщав позначені 5 хвилинні райони, що відповідали кольорам вказівників. Над годинником ― сумарна таблиця статусів аеродромів та їх ескадрилій.

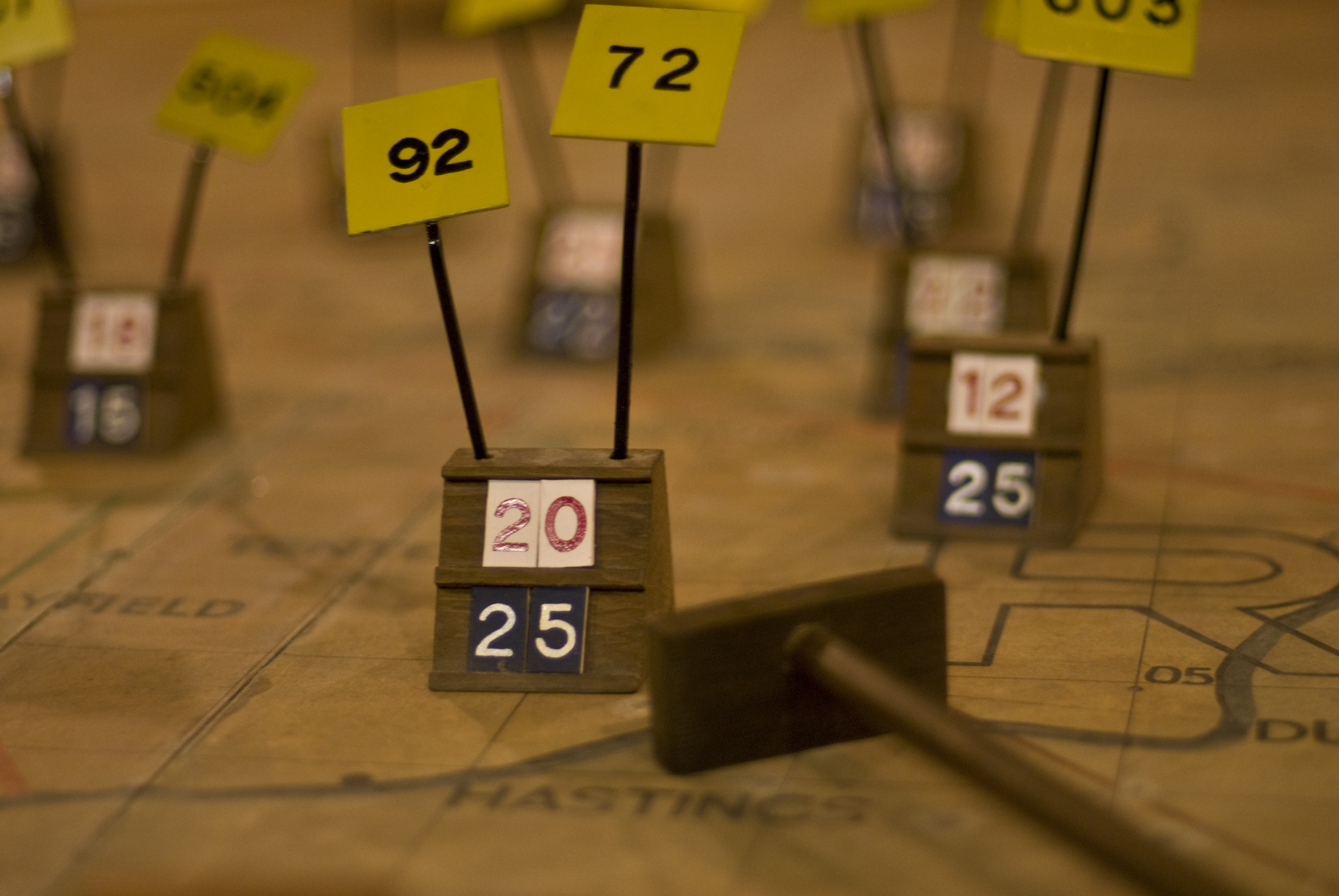
Зблизька цифри на вказівниках групового рівня означають, що 25 ворожих літаків на висоті 20000 ft в процесі перехоплення 92 та 72 ескадрилій Biggin Hill.

Наступне удосконалення процесу HD було націлене на зменшення обсягу інформації, що надсилалась пілотам, та пришвидшення її доставки. Для цього було запроваджено ієрархічність контролю та інформаційного потоку з метою передачі лише виключно необхідних даних пілотам.

### Джерела даних

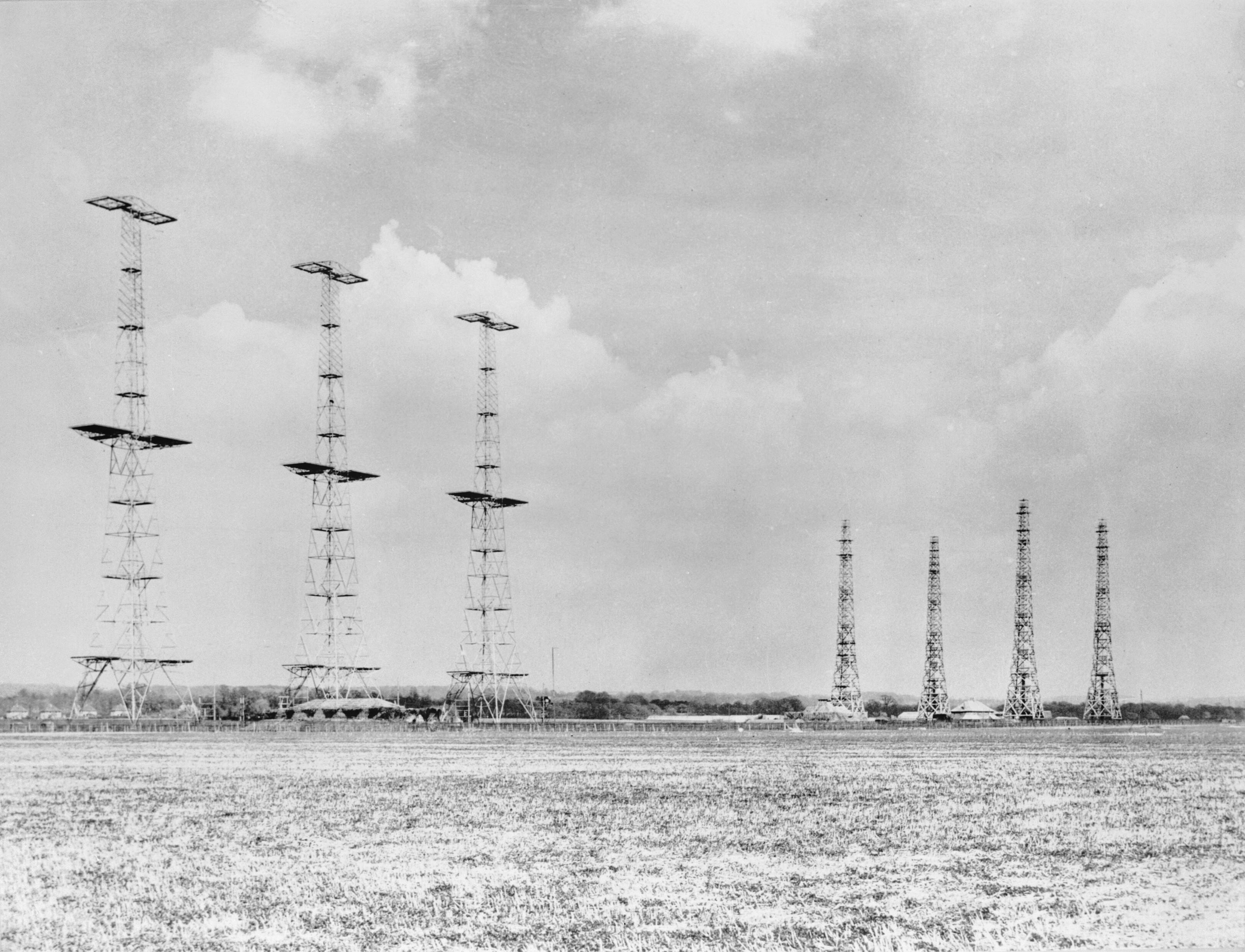
Високі вежі Chain Home дозволяли виявляли цілі аж за 100 миль, тобто над Францією.

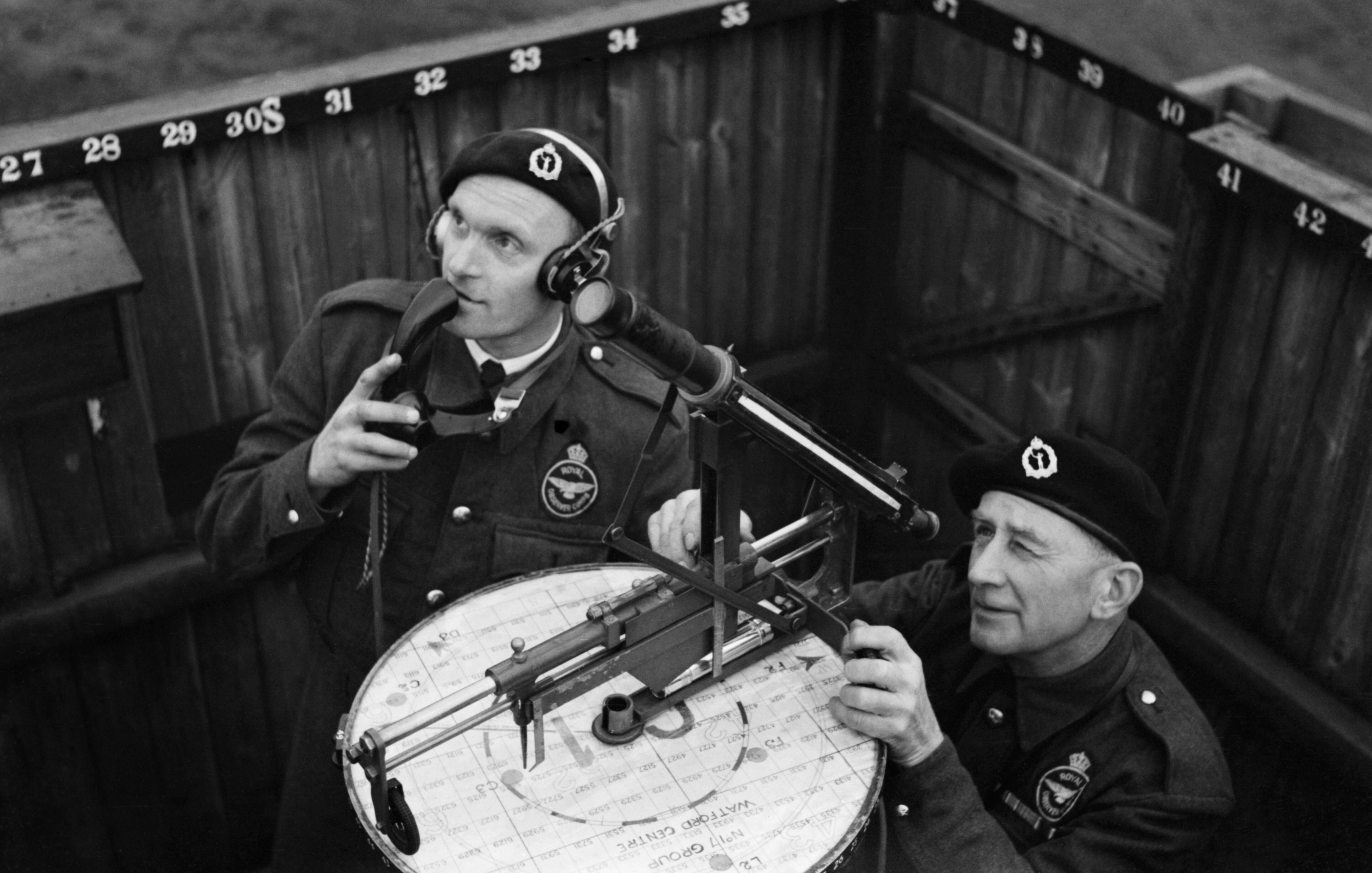
Спостерігач ROC відслідковує об'єкт за допомогою інструмента. ?Напарник доповідає, щойно противник наближався до берегової лінії.

### Командування

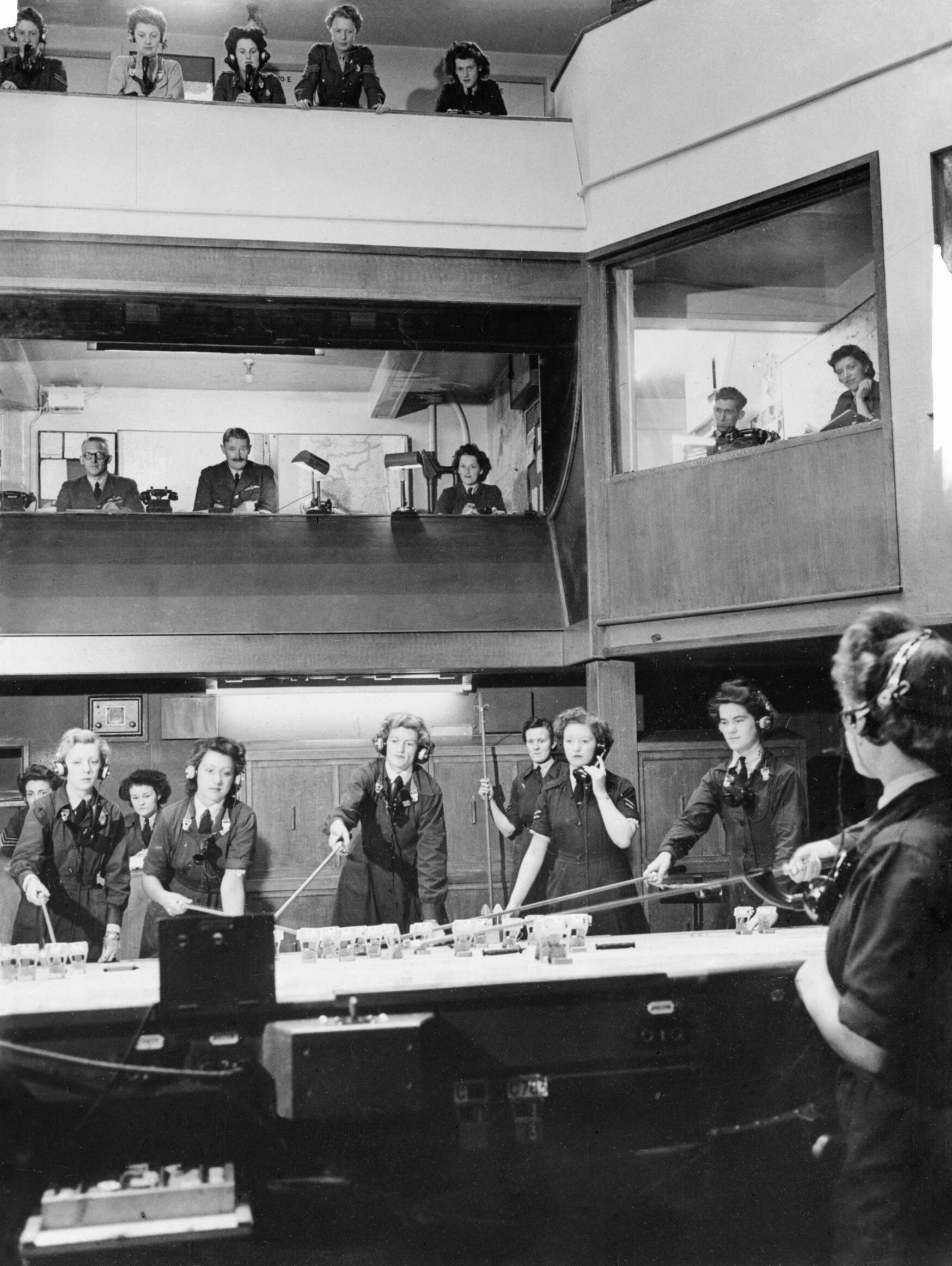
Одна з найкраще обладнаних кімнат ― 10-ї Групи, що розташована в RAF Box, Wiltshire.

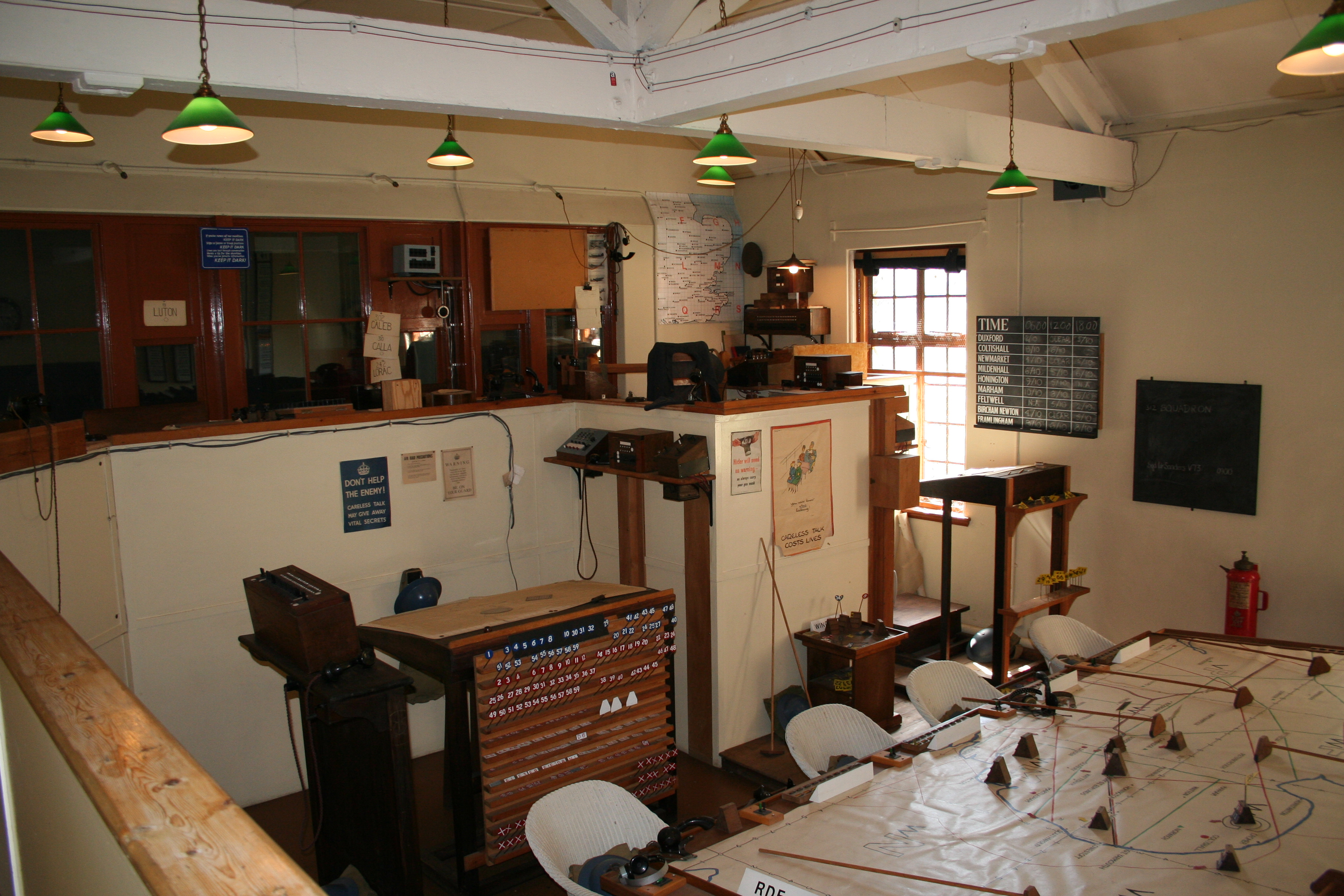
Секторна контрольна зала в Duxford відповідала за територію від Лондона до Воша. Радіо- та телефонні оператори сиділи рівнем вище, оператори карти ― довкола останньої.

### Конструкція

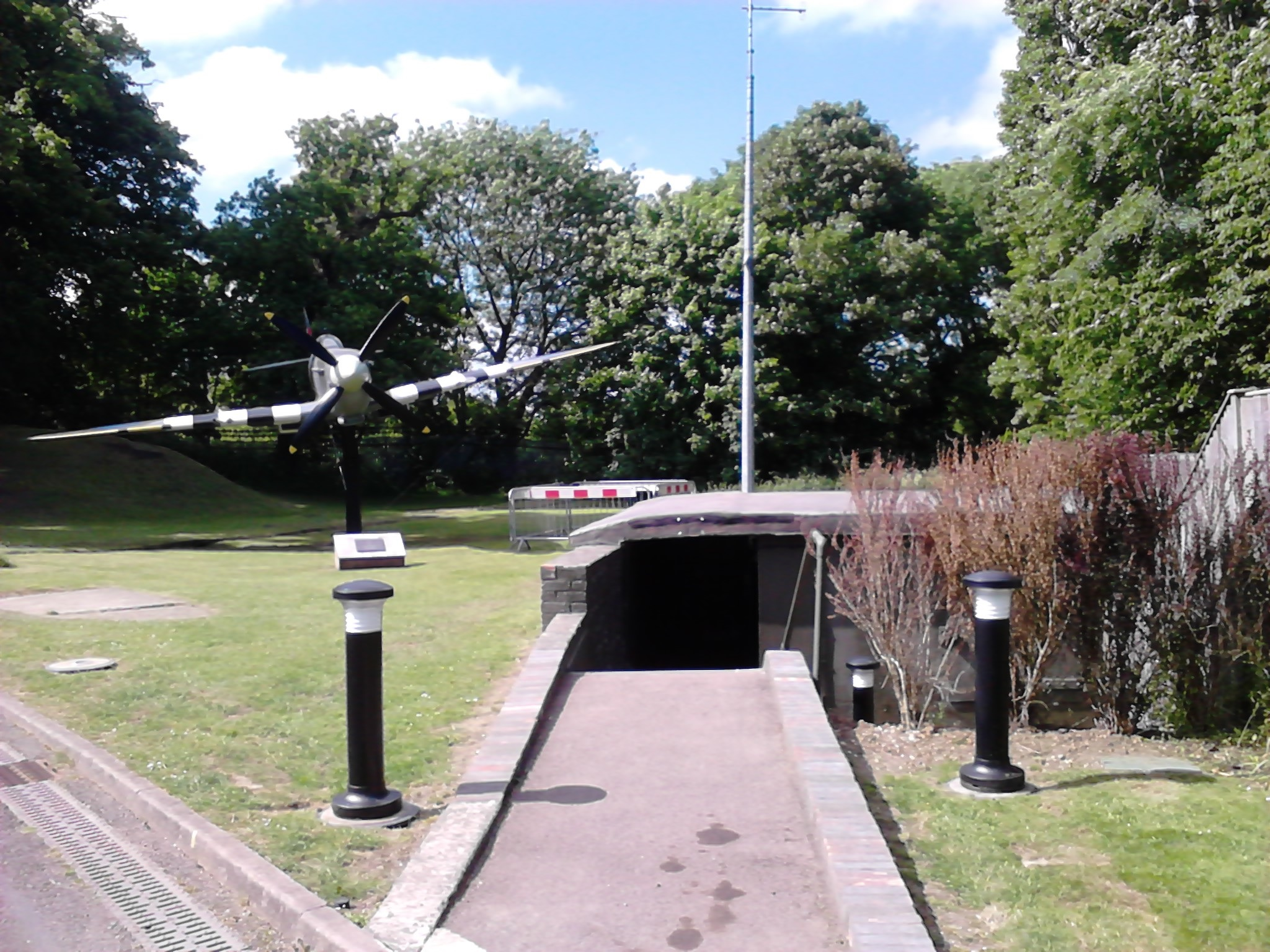
Операційна зала 11-ї Групи була повністю під землею, її вхід охороняє Spitfire gate guard.

## Вплив на Битву

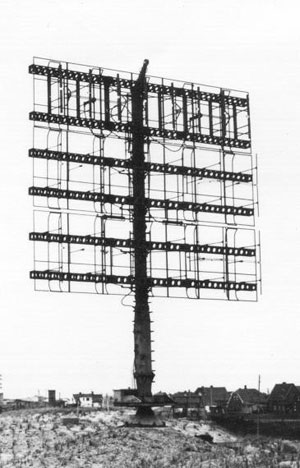
Німецький був аналогом британських.

## Наслідки

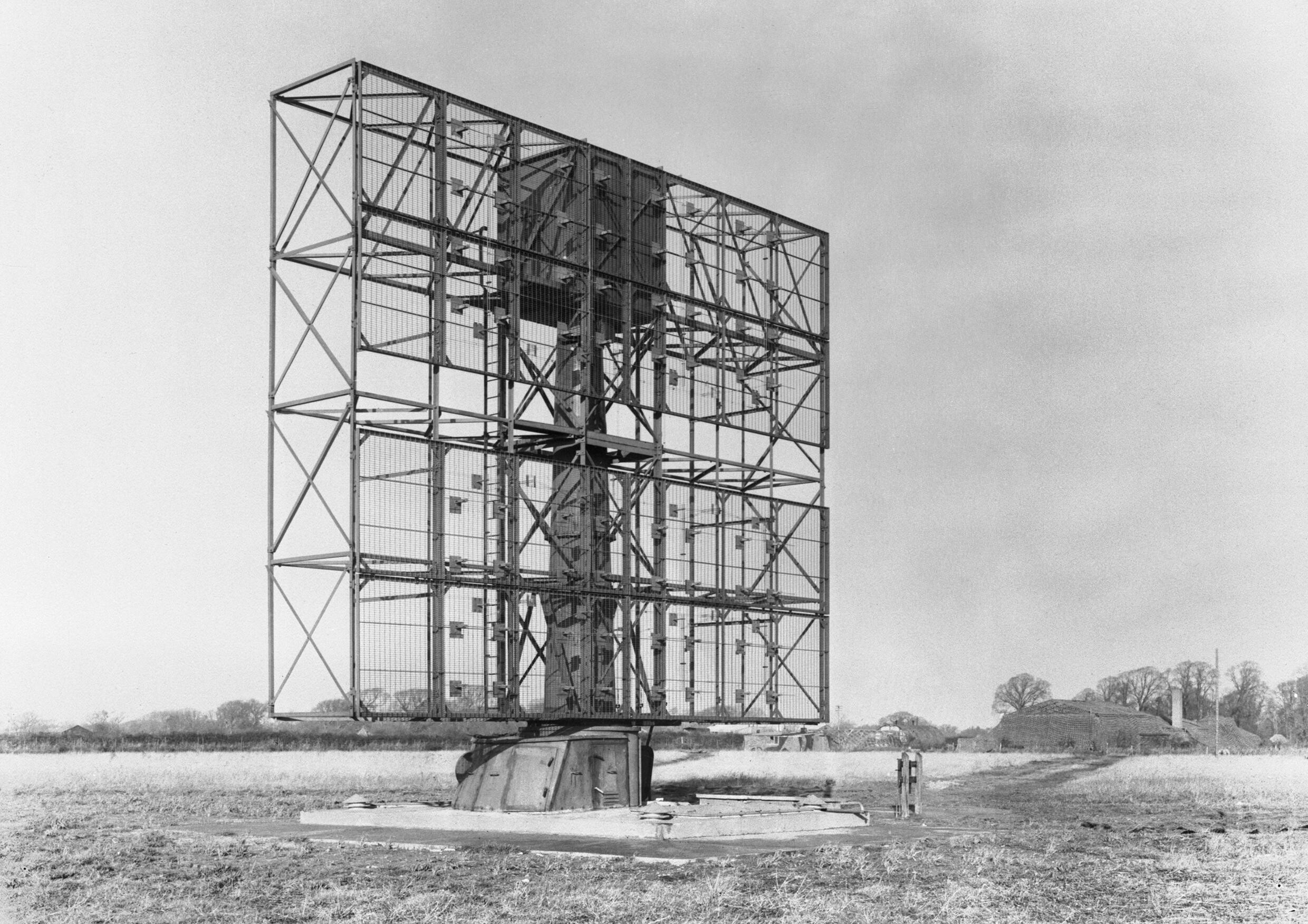
Радари перехоплення GCI дозволяли станції виявляти, розпізнавати (IFF) та проводити цілевказання, уникаючи складних доповідний процедур